# Список самых высоких телевизионных башен и радиомачт России
Список самых высоких телевизионных башен и радиомачт России, высота которых превышает 180 метров.

## Башни
| Высота                       | Наименование                                     | Изображение                                   | Год постройки | Местоположение                          | Примечания |
| ---------------------------- | ------------------------------------------------ | --------------------------------------------- | ------------- | --------------------------------------- | --- |
| 540,1 м                      | Останкинская телебашня                           |                                               | 1967          | Москва                                  | Масса башни вместе с фундаментом — 51 400 т, построена из бетонных блоков. |
| 326 м                        | Санкт-петербургская телебашня                    |                                               | 1962          | Санкт-Петербург                         | Изначально башня была высотой 316 м, после замены антенны в 1986 году она снизилась до 310 м, а в 2011 году в результате установки новой антенны увеличилась до 326 метров.                                                       |
| 275 м                        | Пермская радиотелевизионная башня                |                                               | 2016          | Пермь                                   | Беспоясная сетчатая оболочка из горячекатаных труб. Самая высокая башня этого типа. |
| 261 м                        | Новороссийская телебашня                         |                                               | 1996          | Новороссийск, Краснодарский край        | Железобетонная телебашня |
| 258 м                        | Радиотелевизионная башня «Октод»                 |                                               | 2006          | Москва                                  | Диаметр основания 36 метров. Беспоясная сетчатая оболочка из горячекатанных труб. В 2022 году начат демонтаж. |
| 256 м                        | Радиотелевизионная башня                         |                                               | 2016          | Волгоград                               | Металлическая радиотелевизионная башня |
| 241,7 м                      | Якутская телебашня                               | Якутская телебашня (15.07.2025 SmallSonMarex) | 1982          | Якутск                                  | На момент постройки была самой высокой конструкцией, когда-либо построенной на вечной мерзлоте. |
| 246 м или 141,3 м            | Мегетская телебашня                              |                                               | 1994          | Мегет, Иркутская область                | Металлическая радиотелевизионная башня |
| 234 м                        | Биробиджанская телебашня                         |                                               | 1972          | Биробиджан                              | На момент постройки была высотой 225 метров, позже добавлена антенна высотой 9 метров. |
| 231,7 м                      | Екатеринбургская телебашня                       |                                               | 1991          | Екатеринбург                            | Не достроена, с 1991 года находилась в заброшенном состоянии. Проектная высота составляла 361 метр. Снесена 24 марта 2018 года |
| 225 м                        | Карабашская телебашня                            |                                               | 2004          | Карабаш, Бугульминский район, Татарстан | Основание башни — квадрат с размером стороны 30 м |
| 220,9 м                      | Белгородская телебашня                           |                                               | 2013          | Белгород                                | Имеет смотровую площадку на высоте 50 метров, подъём на которую обеспечивает специальный лифт. |
| 220 м                        | Череповецкая телебашня                           |                                               | 1987          | Череповец, Вологодская область          | Высота до верхней платформы — 208 м. С антенной — 212 м. В октябре 2012 г. ее заменили и при этом высота увеличилась. |
| 213 м                        | Кыштымская телебашня                             |                                               | 1983          | Кыштым, Челябинская область             | |
| 213 м                        | Юрюзанская телебашня                             |                                               | ?             | Юрюзань, Челябинская область            | |
| 213 м                        | Златоустовская телебашня                         |                                               | 1983          | Златоуст, Челябинская область           | |
| 208 м                        | Архангельская телебашня                          |                                               | 2003          | Архангельск                             | |
| 204,6 м                      | Выборгская телебашня                             |                                               | 1966          | Выборг, Ленинградская область           | |
| 201 м                        | Башня «Орион»                                    |                                               | 2002          | Самара                                  | Диаметр основания — 24 метра. Беспоясная сетчатая оболочка из горячекатаных труб. Первая башня этого типа. |
| 200 м (183 м без надстройки) | Башня Оренбургского ОРПЦ                         |                                               | 1960          | Оренбург                                | По виду напоминает корабельную мачту. |
| 199,4 м                      | Красноярская телебашня                           |                                               | 2013          | Красноярск                              | Высота АМС — 180 м; суммарная высота конструкции (башня, трубостойка, молниеотвод) — 199,4 м. Построена взамен старой при переходе на цифровое вещание.                                                                           |
| 198 м                        | Воронежская телебашня                            |                                               | 1953          | Воронеж                                 | Высота антенно-мачтового сооружения — 180 метров, на верхней площадке установлена антенна 18 метров. Башня расположена в центре Воронежа (ул. Карла Маркса, 114 В), охватывает вещанием более 1 миллиона человек. Проект 3803 KM. |
| 197 м                        | Кировская телебашня                              |                                               | 1958          | Киров                                   | Телебашня 180 м, 12 м антенна, 5 м дополнительная антенна |
| 196 м                        | Пензенская телебашня                             |                                               | 1958          | Пенза                                   | Высота до верхней площадки — 180 м. C 1972 по 2012 вместе с турникетной антенной 4 ТВК высота составляла 188 м. После замены этой антенны на дециметровую для вещания цифрового ТВ высота увеличилась до 196 м. Проект 3803 KM.   |
| 196 м                        | Смоленская телебашня                             |                                               | 1957          | Смоленск                                | |
| 196 м                        | Новосибирская телебашня                          |                                               | 1957          | Новосибирск                             | Проект 3803 KM. |
| 193 м                        | Нижегородская телебашня                          |                                               | 1957          | Нижний Новгород                         | Телебашня построена в 1955-1957 годах в составе типового телецентра. Проект 3803 KM. |
| 192 м                        | Иркутская телебашня                              |                                               | 1957          | Иркутск                                 | Проект 3803 KM. |
| 192 м                        | Телебашня Свердловского ОРПЦ                     |                                               | 1955          | Екатеринбург                            | Проект 3803 KM. |
| 192 м                        | Симферопольская телебашня                        |                                               | ?             | Симферополь                             | Проект 3803 KM. |
| 192 м                        | Томская телебашня                                |                                               | 1968          | Томск                                   | Телебашня 180 м, 12 м стойка для антенны. Проект 3803 KM. |
| 186 м                        | Сыктывкарская телебашня                          |                                               | 1964          | Сыктывкар                               | Проект 3803 KM |
| 186 м                        | Южно-Сахалинская телебашня                       |                                               | 1963          | Южно-Сахалинск                          | Была построена по технологии башен, которые есть в Орле, Владикавказе и Архангельске. |
| 182,5 м                      | Рязанская телебашня и Самарская башня Телецентра |                                               | 1956          | Рязань, Рязанская область               | Башня областного радиотелевизионного передающего центра в Рязани |
| 182 м                        | Башня РТПЦ Республики Марий Эл                   |                                               | 1958          | Йошкар-Ола                              | |
| 180 м; 182 м; 192 м          | Башня Уфимского телецентра                       |                                               | 1958–1959     | Уфа                                     | Проект 3803 KM |
| 180 м(197 м с антенной)      | Благовещенская телебашня                         |                                               | 1964          | Благовещенск, Амурская область          | «Амурский ОРТПЦ». Проект 3803 KM. |

## Мачты
| Высота    | Наименование                                | Изображение | Год постройки | Местоположение                                                                             | Примечания |
| --------- | ------------------------------------------- | ----------- | ------------- | ------------------------------------------------------------------------------------------ | --- |
| 462 м     | Мачта навигационной системы «Чайка»         |             | 1980-е        | п. Боганида (войсковая часть 21242), 26-й км автодороги Дудинка—Алыкель, Красноярский край | 69°21′44″ с. ш. 86°41′46″ в. д. |
| 462 м     | Мачта навигационной системы «Чайка»         |             | 1980-е        | 2 км к югу от Верхней Инты, Республика Коми                                                | 65°57′59″ с. ш. 60°18′34″ в. д. |
| 462 м     | Мачта навигационной системы «Чайка»         |             | 1980-е        | Таймылыр, Якутия                                                                           | Взорвана в 2010 г. 72°34′49″ с. ш. 122°06′40″ в. д. |
| 442 м     | Балашихинская радиомачта                    |             | 2004-2014     | Балашиха, Московская область                                                               | В 2014 надстроена с 310 до 442 м |
| 369 м     | РТПС Первомайский                           |             | 1991          | Первомайский, городской округ Тамбов Тамбовская область                                    | |
| 360 м     | Радиотелевизионная мачта (Новосокольники)   |             | 1995          | Новосокольники, Псковская область                                                          | |
| 354,6 м   | Радиотелевизионная мачта (Липецк)           |             | 1991          | Кузьминские Отвержки, Липецкая область                                                     | |
| 351,75 м  | Радиотелевизионная мачта (Балашов)          |             | 1971          | Пинеровка, Саратовская область                                                             | |
| 350 м     | Радиотелевизионная мачта (Владимир)         |             | 1971          | Владимир (Ново-Быково), Владимирская область                                               | |
| 350 м     | Радиотелевизионная мачта (Липин Бор)        |             | 1970          | Липин Бор, Вологодская область                                                             | |
| 350 м     | Радиотелевизионная мачта (Родники)          |             | 1977          | Родники, Ивановская область                                                                | В ведении филиала РТРС «Ивановский ОРТПЦ». Самое высокое сооружение Ивановской области.                                                                                                 |
| 350 м     | Радиотелевизионная мачта (Галич)            |             | 1992-1994     | 15 км к северо-востоку от Галича, Костромская область                                      | Демонтирована путём подрыва 8 июня 2017 года |
| 350 м     | Радиотелевизионная мачта (Каневская)        |             | 1979          | Каневская, Краснодарский край                                                              | Самая высокая мачта в Южном федеральном округе |
| 350 м     | Радиотелевизионная мачта (Советский)        |             | 1984          | Советский посёлок, Марий Эл                                                                | |
| 350 м     | Радиотелевизионная мачта (Мосолово)         |             | 1969-1970     | Мосолово, Рязанская область                                                                | |
| 350 м     | Радиотелевизионная мачта (Ершов)            |             | 1974          | Ершов, Саратовская область                                                                 | |
| 350 м     | Радиотелевизионная мачта (Смогири)          |             | 1986          | Смогири, Смоленская область                                                                | |
| 350 м     | Радиотелевизионная мачта (Ставрополь)       |             | 1979          | Ставрополь, Ставропольский край                                                            | |
| 350 м     | Радиотелевизионная мачта (Селижарово)       |             | 1971          | Селижарово (Козловцы), Тверская область                                                    | |
| 350 м     | Мачта Тульского филиала РТРС                |             | 1972          | Тула, Тульская область                                                                     | Изначальная высота мачты — 331 м |
| 350 м     | Радиотелевизионная мачта (Цивильск)         |             | 1990          | Цивильск, Чувашия                                                                          | |
| 350 м     | Радиотелевизионная мачта (Волга)            |             | 1978          | пос. Волга, Ярославская область                                                            | Самое высокое сооружение в Ярославской области |
| 348 м     | Радиотелевизионная мачта (Бакалы)           |             | 1999          | Бакалы, Башкортостан                                                                       | |
| 347 м     | Радиотелевизионная мачта (Пролетарий)       |             | 1991          | Пролетарий, Новгородская область                                                           | Самое высокое сооружение в Новгородской области |
| 345,15 м  | Радиотелевизионная мачта (Ижевск)           |             | 1988          | Вараксино, близ Ижевска, Удмуртия                                                          | Самое высокое сооружение в Удмуртской республике. |
| 245 м     | Радиотелевизионная мачта (Ливны)            |             | 1980          | Ливны, Орловская область                                                                   | 52.451723, 37.502396 |
| 330/350 м | Радиотелевизионная мачта (Усть-Калманка)    |             | 1979          | Усть-Калманка, Алтайский край                                                              | |
| 337 м     | Камышинская радиотелевизионная мачта        |             | 1976          | посёлок Мичуринский, Камышинский район, Волгоградская область                              | Самое высокое сооружение в Волгоградской области |
| 337 м     | Радиотелевизионная мачта (Бобров)           |             | 1976          | Бобров, Воронежская область                                                                | В ведении филиала РТРС "Воронежский ОРТПЦ". Самое высокое сооружение Воронежской области.                                                                                               |
| 331 м     | Сальская АМС                                |             |               | Сальск, Ростовская область                                                                 | Самое высокое сооружение Ростовской области |
| 310 м     | Обнинская метеорологическая мачта (ВММ-310) |             | 1959          | Обнинск, Калужская область                                                                 | |
| 304 м     | Мачта проекта ZOTTO                         |             | 2006          | Зотино, Красноярский край                                                                  | |
| 275 м     | Мачты Талдомского радиоцентра               |             | 1963          | Северный, Московская область                                                               | |
| 271,4 м   | Радиотелевизионная мачта АМШП-271           |             | 2006          | Радиоцентр №11, Красный Бор, Ленинградская область                                         | Самое высокое сооружение Ленинградской области 59°39′12″ с. ш. 30°41′50″ в. д. |
| 266 м     | Радиотелевизионная мачта (Шимановск)        |             | 1976          | Шимановск, Амурская область                                                                | Самый высокий объект вещания на Дальнем Востоке. В ведении филиала РТРС «Амурский ОРТПЦ».                                                                                               |
| 266 м     | Мачта «Степное»                             |             | 1980          | с. Степное, Челябинская область                                                            | Самое высокое сооружение Челябинской области |
| 266 м     | Радиотелевизионная мачта (Летние)           |             | 197?          | Летние, Омская область                                                                     | Самый высокий объект ЦЭТВ в Омской области |
| 263 м     | Шарташская радиомачта                       |             | ?             | Екатеринбург                                                                               | Самое высокое сооружение Екатеринбурга |
| 257 м     | Радиомачта ШАРРТ-257                        |             |               | Радиоцентр №11, Красный Бор, Ленинградская область                                         | 59°39′29″ с. ш. 30°43′08″ в. д. |
| 256 м     | Радиотелевизионная мачта (Дубки)            |             | 1989          | пос. Дубки, Ярославская область                                                            | |
| 253 м     | Радиотелевизионная мачта «Новая Находка»    |             | 1992          | Находка, Приморский край                                                                   | Самое высокое сооружение Находки |
| 250 м     | Радиотелевизионная мачта (Клетский)         |             | 1976          | Клетская, Волгоградская область                                                            | |
| 250,7 м   | Радиотелевизионная мачта (Волоколамск)      |             | 1995          | Волоколамск (Шишкино), Московская область                                                  | |
| 247,92 м  | Мачта РРТПЦ (Баймак)                        |             | 1985          | Баймак, Башкортостан                                                                       | |
| 250 м     | Радиотелевизионная мачта (Балаково)         |             | 1977          | Балаково, Саратовская область                                                              | |
| 250 м     | Радиотелевизионная мачта (Благодатка)       |             | 1983          | с. Благодатка, Пензенская область                                                          | |
| 250 м     | Радиотелевизионная мачта (Богучар)          |             | 1983          | Богучар, Воронежская область                                                               | |
| 250 м     | Радиотелевизионная мачта (Ефремов)          |             | 1988          | Ефремов, Тульская область                                                                  | Самое высокое сооружение Ефремова |
| 250 м     | Радиотелевизионная мачта (Козьмодемьянск)   |             | 1995          | Козьмодемьянск, Республика Марий Эл                                                        | |
| 247,85 м  | Радиотелевизионная мачта (Пинюг)            |             | 1976          | Пинюг, Кировская область                                                                   | Самое высокое сооружение телерадиовещания Кировской области |
| 247 м     | Радиотелевизионная мачта (Пачелма)          |             | 1981          | Пачелма, Пензенская область                                                                | |
| 246,1 м   | Радиотелевизионная мачта (Шадринск)         |             | 1981          | Шадринск, Курганская область                                                               | |
| 246 м     | Радиотелевизионная мачта (Магадан)          |             | 2008          | Магадан, Магаданская область                                                               | |
| 246 м     | Радиотелевизионная мачта (Судрома)          |             | 1982          | Иванское, Архангельская область                                                            | |
| 245,5 м   | Радиотелевизионная мачта (Шатура)           |             | 1986          | Шатура, Московская область                                                                 | |
| 245 м     | Радиотелевизионная мачта                    |             | 1979          | Кувандык, Оренбургская область                                                             | Самый высокий объект Оренбургской области |
| 245 м     | Радиотелевизионная мачта (Чита)             |             | 2012          | Чита, Забайкальский край                                                                   | Построена взамен старой радиотелевизионной мачты высотой 183 метра |
| 245 м     | Радиотелевизионная станция (Сергач)         |             | 1976          | Сергач, Нижегородская область                                                              | |
| 244 м     | Радиотелевизионная мачта (Мещерское)        |             | 1987          | с. Мещерское, Пензенская область                                                           | |
| 240 м     | Радиотелевизионная мачта (Дедовичи)         |             | 1988          | посёлок Дедовичи, Псковская область                                                        | |
| 239 м     | Радиотелевизионная мачта (Зея)              |             | 1975          | Зея, Амурская область                                                                      | Размещена на хребте Тукурингра (высота 454 м) вблизи Зейской ГЭС. Передатчики размещаются на мачте на высоте 693 м над уровнем моря. Находится в ведении филиала РТРС «Амурский ОРТПЦ». |
| 235 м     | Радиотелевизионная мачта                    |             | 1964          | Бузулук, Оренбургская область                                                              | В ведении филиала РТРС «Оренбургский ОРТПЦ» |
| 230 м     | Радиотелевизионная мачта (Максатиха)        |             | 1974          | Максатиха (Сельцы), Тверская область                                                       | |
| 227 м     | Поронайская телерадиомачта                  |             | 1960          | Поронайск, Сахалинская область                                                             | |
| 220 м     | Радиотелевизионная мачта ТРК «НОРД»         |             | 1998 — 2001   | Югорск, Ханты-Мансийский автономный округ — Югра                                           | |
| 220 м     | Радиотелевизионная мачта (Ясный)            |             | 1974          | Ясный, Оренбургская область                                                                | В ведении филиала РТРС «Оренбургский ОРТПЦ» |
| 218 м     | Радиотелевизионная мачта (Колпашево)        |             | ?             | г. Колпашево, Томская область                                                              | 58°18′25″ с. ш. 83°03′33″ в. д. |
| 217 м     | 6 мачт радиоцентра №9                       |             | 1933?         | Электросталь, Московская область                                                           | Снесены 9 апреля 2020 г. |
| 214 м     | Михайловская радиотелевизионная мачта       |             | 1976          | Михайловка, Волгоградская область                                                          | |
| 210 м     | Радиотелевизионная мачта (Зарайск)          |             | 2000          | Зарайск, Московская область                                                                | |
| 209 м     | Антенна-мачта радиостанции № 1 (РВ-76)      |             | ?             | Клюквенный пос., Новосибирск, Новосибирская область                                        | Снесена в 2000-х. 55°07′38″ с. ш. 82°59′19″ в. д. |
| 205,45 м  | Мачты-близнецы на Вологочан                 |             | 1983          | около п. Вологочан, Таймырский район, Красноярский край                                    | Демонтированы в феврале 2013 года. |
| 202,м     | Радиотелевизионная мачта (Волгодонск)       |             | ?             | Волгодонск, Ростовская область                                                             | |
| 200 м     | Радиотелевизионная мачта (Невер)            |             | 1938          | Невер, Амурская область                                                                    | В ведении филиала РТРС «Амурский ОРТПЦ» |
| 200 м     | Мачта Адыгейского филиала РТРС              |             | 1981          | Майкоп, Республика Адыгея                                                                  | В ведении филиала РТРС «РТПЦ Республики Адыгея», самое высокое сооружение Адыгеи. |
| 196 м     | Радиотелевизионная мачта (Чебоксары)        |             | ?             | Чебоксары, Чувашия                                                                         | ГТРК «Чувашия» |
| 192,84 м  | Радиотелевизионная мачта (Прогресс)         |             | 1977          | Прогресс, Амурская область                                                                 | В ведении филиала РТРС «Амурский ОРТПЦ» |